# مسيحي قديم

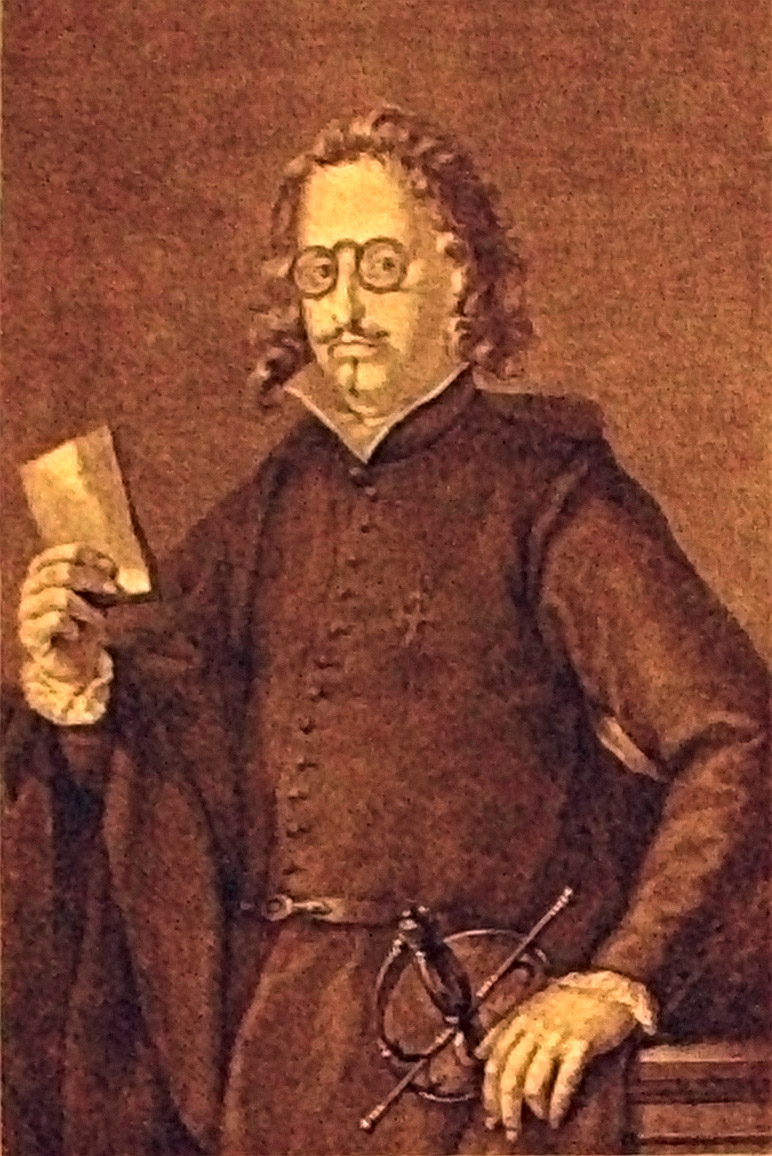

المسيحي القديم (بالإسبانية: cristiano viejo، وبالبرتغالية: cristão-velho، وبالقطلونية: cristià vell) هو تصنيف اجتماعي وقانوني استخدم في شبه جزيرة إيبيريا منذ أواخر القرن الخامس عشر وبدايات القرن السادس عشر لتمييز البرتغاليين والإسبان ذوي الأصول المسيحية النقية عن المسيحيين الجدد (الذين كان معظمهم من اليهود أو الموريسكيين المتحولين إلى المسيحية بعد سقوط الأندلس) وذراريهم.
في أعقاب طرد اليهود من إسبانيا سنة 1492، ومن البرتغال سنة 1497، صار جميع اليهود الذين بقوا في شبه جزيرة إيبيريا مسيحيين بصفة رسمية. كان المسيحيون الجدد عرضة دائمًا للاتهام بالردة، وقد أنشئت محاكم التفتيش الإسبانية سنة 1478 ومحاكم التفتيش البرتغالية سنة 1536 من أجل مكافحة الهرطقة. وكان الاعتقاد السائد آنذاك أن العديد من المسيحيين الجدد يمارسون شعائر أديانهم القديمة سرًا، وأن عددًا كبيرًا من هؤلاء المسيحيين الجدد كانوا يبطنون اليهودية. ومن هنا أُدخل هذا المصطلح كي يميز «المسيحيون القدامى» أنفسهم عن المتنصرين وذريتهم، الذين كانوا يعدون في نظر الكنيسة والمسيحيين القدامي خطرًا على الإيمان الكاثوليكي القويم، ويُنظر إليهم كهراطقة محتملين. وقد كان المسيحيون الجدد من ذوي الجذور المسلمة يسمون بالموريسكيين، بينما يلقب ذوو الجذور اليهودية بالمارانوس، وتعني «الخنازير».
أدى شيوع فكرة نقاء الدم المسيحي في عزل المسيحيين الجدد عن المجتمعات المسيحية التي يعيشون فيها، بغض النظر عن مدى إخلاصهم لدينهم الجديد، وفي المقابل أدى هذا التمييز إلى منح المسيحيين القدامي امتيازات أكبر.
ولم يوضع حد للتمييز القانوني بين المسيحيين الجدد والقدامى في البرتغال إلا بعد أن أصدر الماركيز دي بومبال مرسومًا بإلغاء هذا التمييز سنة 1772.